# Villacampagna
Villacampagna è una frazione del comune di Soncino.
Al censimento del 21 ottobre 2001 contava 260 abitanti.

## Geografia fisica
La località è sita a 77 metri sul livello del mare, a circa 2 km a sud del capoluogo sulla strada per Cremona.

## Storia
Fu sede di uno dei primi conventi della Congregazione della Sacra Famiglia, fondata dalla soncinese Santa Paola Elisabetta Cerioli e proprio alla nobile famiglia dei Cerioli deve il suo nome. Nelle antiche cartine la località è definita Campagna, ma con la costruzione della villa campestre dei Cerioli si forma un paese con il nome nuovo. All'inizio del XX secolo si colloca la costruzione della chiesa dedicata a san Bernardo Abate, in onore di Bernardo Cerioli, voluta dai parenti della Santa a completare la conversione dell'antica villa in convento dell'ordine maschile della Sacra Famiglia. L'antica chiesa, ora adibita a oratorio, è una costruzione del XVII secolo.
La frazione ha conosciuto il massimo splendore nella prima metà del XX secolo: c'erano l'asilo, le scuole elementari e le medie gestite dai frati della Sacra Famiglia, la popolazione era in continua crescita fino a giungere alle 1200 unità. Nel dopoguerra molti sono partiti e ora la popolazione è di circa 300 abitanti. Rilevante è la festa di San Gottardo, festeggiata ogni 4 maggio con la processione della statua del santo venerato qui come taumaturgo per le ossa e protettore dei bachi da seta.